# Léa Castel
Léa Castel (* 1. Dezember 1988 in Marseille; bürgerlich Léa Folli) ist eine französische R&B-Sängerin.
Während einer Sendung des französischen Radiosenders Skyrock, erklärte sie, dass der Ursprung ihres Künstlernamens Castel der Name ihres Großvaters ist. Dieser hieß Castello mit Nachnamen, allerdings wurde ihr geraten, den Namen zu kürzen, da er sich sonst zu mafiös anhöre.

## Diskografie

### Alben
| Jahr | Titel            | Höchstplatzierung, Gesamtwochen, AuszeichnungChartplatzierungen (Jahr, Titel, Platzierungen, Wochen, Auszeichnungen, Anmerkungen) | Höchstplatzierung, Gesamtwochen, AuszeichnungChartplatzierungen (Jahr, Titel, Platzierungen, Wochen, Auszeichnungen, Anmerkungen) | Höchstplatzierung, Gesamtwochen, AuszeichnungChartplatzierungen (Jahr, Titel, Platzierungen, Wochen, Auszeichnungen, Anmerkungen) | Anmerkungen                              |
| Jahr | Titel            | FR | BEW | CH | Anmerkungen                              |
| ---- | ---------------- | --- | --- | --- | ---------------------------------------- |
| 2008 | Pressée de vivre | FR3 Platin · (38 Wo.)FR | BEW46 (17 Wo.)BEW | CH91 (1 Wo.)CH | Erstveröffentlichung: 7. April 2008      |
| 2021 | Roue libre       | FR58 (2 Wo.)FR | — | — | Erstveröffentlichung: 10. September 2021 |

### Singles
| Jahr | Titel Album                      | Höchstplatzierung, Gesamtwochen, AuszeichnungChartplatzierungen (Jahr, Titel, Album, Platzierungen, Wochen, Auszeichnungen, Anmerkungen) | Höchstplatzierung, Gesamtwochen, AuszeichnungChartplatzierungen (Jahr, Titel, Album, Platzierungen, Wochen, Auszeichnungen, Anmerkungen) | Höchstplatzierung, Gesamtwochen, AuszeichnungChartplatzierungen (Jahr, Titel, Album, Platzierungen, Wochen, Auszeichnungen, Anmerkungen) | Anmerkungen                                                         |
| Jahr | Titel Album                      | FR | BEW | CH | Anmerkungen                                                         |
| --- | -------------------------------- | --- | --- | --- | ------------------------------------------------------------------- |
| 2008 | Dernière chance Pressée de vivre | — | BEW36 (1 Wo.)BEW | CH66 (4 Wo.)CH | feat. Soprano                                                       |
| 2008 | Pressée de vivre                 | FR17 (19 Wo.)FR | — | — |                                                                     |
| 2012 | Larguer les amarres –            | FR174 (1 Wo.)FR | — | — | Erstveröffentlichung: 7. Mai 2012                                   |
| 2012 | On donne ça Zigou 2 Dingue       | FR39 (12 Wo.)FR | — | — | mit Zifou                                                           |
| 2016 | Abîmée –                         | FR60 (1 Wo.)FR | — | — | Erstveröffentlichung: 8. April 2016                                 |
| 2016 | À cause de toi Roue libre        | FR108 Gold · (1 Wo.)FR | — | — | Erstveröffentlichung: 29. Juli 2016                                 |
| 2017 | Abîmée –                         | FR37 Gold · (9 Wo.)FR | BEW8 (24 Wo.)BEW | — | Erstveröffentlichung: 5. Mai 2017 mit Slimane                       |
| 2017 | Amazone –                        | FR182 (1 Wo.)FR | — | — | Erstveröffentlichung: 5. Mai 2017                                   |
| Folgende Lieder erschienen nicht als Single, wurden aber durch das Album zum Download und Streaming bereitgestellt und konnten somit eine Platzierung erlangen: |                                  | | | |                                                                     |
| |                                  | | | |                                                                     |
| 2018 | Scanner Enfant lune              | FR137 (1 Wo.)FR | — | — | Gringe feat. Léa Castel                                             |
| 2024 | Besoin de toi 13 Organisé 2      | FR187 (1 Wo.)FR | — | — | Léa Castel, Naps & Houari feat. Alonzo, Jul, Kenza Farah & Moubarak |